# Dodge Magnum
Dodge Magnum is een automodel van het Amerikaanse merk Dodge. Hij werd het eerst gebruikt voor een coupé die in 1978 en 1979 werd gebouwd. Tussen 1977 en 1981 werd de naam in Brazilië gebruikt voor de lokale versie van de Dodge Dart. Ook in Mexico was de naam in gebruik van 1983 tot 1990. Meer recent werd de geheel nieuwe Dodge Magnum stationwagen geïntroduceerd. Dat gebeurde in 2004. Dit model werd in 2008 geschrapt.

## 1977-1979

### De Verenigde Staten en Canada
De Dodge Magnum die van 1977 tot 1979 werd verkocht in de Verenigde Staten en Canada was in feite de Chrysler Cordoba met een Dodge-embleem. Het model verving bij Dodge de Charger. De Magnum was uitgerust met verborgen koplampen, een optioneel dakraam of open dak, stuurbekrachtiging, rembekrachtiging en elektrische zetels. Deze Magnum moest na enkele jaren al plaats ruimen voor de nieuwe Dodge Mirada.

### Technisch
Standaard kwam de Magnum met een 5,2 liter V8. Optioneel waren ook een V8 van 5,9 of 6,6 liter verkrijgbaar. Die laatste liet men in 1979 vallen. Naast de gewone XE-versie was ook een GT-versie te verkrijgen. Die was aangepast om betere prestaties te bieden. Alle motoren kregen een automatische drieversnellingsbak mee.

### Brazilië en Mexico
In Brazilië werd van 1969 tot 1981 een lokale versie van de uit 1967 daterende Dodge Dart geproduceerd. Tijdens de laatste drie jaren werd de coupéversie van dat model, met de 5,2 liter V8, verkocht als Dodge Magnum. Diezelfde Magnum stond ook in Mexico in de catalogus. Hoewel beiden nagenoeg identiek waren werden de Dart en de Magnum toch als twee verschillende modellen verkocht.
Tussen 1983 en 1990 werd in Mexico nog een andere Dodge Magnum verkocht die op Chryslers K-platform stond.

## 2004-2008

### Magnum
In 2004 werd de modelnaam Magnum opnieuw geïntroduceerd door Dodge voor een stationwagen voor modeljaar 2005. De nieuwe stationwagen, die op hetzelfde platform staat als de nieuwe Chrysler 300C en Dodge Charger, was de eerste stationwagen van het merk sinds het einde van de Dodge Colt in 1991. In feite is de Magnum de stationwagenversie van de Chrysler 300C met enkele lichte aanpassingen.
In 2007 volgde een face-lift voor de Magnum met een nieuw interieur op basis van dat van de Charger en een agressiever uiterlijk. De wijzigingen moeten het model dichter bij de Dodge Charger brengen en verder van de Chrysler 300C.
In Europa, waar de merknaam Dodge relatief onbekend is, wordt de Magnum verkocht als de Chrysler 300C Touring. Het is in feite dezelfde auto als de Amerikaanse Magnum, maar met de voorzijde van de Chrysler 300C. Het model werd in Oostenrijk geassembleerd. De Chrysler 300C Touring is in de Verenigde Staten nooit geleverd.
Eind 2007 kondigde Chrysler aan dat de Magnum samen met de PT Cruiser cabriolet, de Crossfire en de Pacifica werd stopgezet als onderdeel van een herstructurering. Dat jaar werden ruim dertigduizend Magnums aan de man gebracht; tienduizend minder dan het jaar daarvoor. Het model werd opgevolgd door de Dodge Journey.

### SRT-8
In 2005 werd van de Magnum een SRT-8-versie afgeleid voor modeljaar 2006. Deze kreeg Chryslers nieuwe 6,1 liter Hemi V8 ingebouwd die 425 pk levert. Tevens kreeg de SRT-8 grotere wielen, een steviger wielophanging, grotere remmen en een face-lift. Ook deze versie werd in 2007 gefacelift.

### Technisch
De nieuwe Dodge Magnum bestaat uit vier versies die elk een eigen motor hebben:
- De SE heeft een 2,7 liter V6 van 190 pk.
- De SXT komt met een 3,5 liter V6 die 250 pk levert.
- De RT heeft Chryslers nieuwe Hemi V8 in de 5,7 liter-versie die hier 340 pk levert.
- De SRT-8 komt ook een Hemi V8. Hier met de 6,1 liter-versie, goed voor 425 pk.

Deze motoren zijn gekoppeld aan een automatische vierversnellingsbak. In 2005 werden de SXT en de RT ook beschikbaar met vierwielaandrijving. Deze modellen kregen een automaat met vijf versnellingen van zustermerk Mercedes-Benz.